# Реформація в Італії
Реформація в Італії (від лат. reformatio — перетворення, виправлення) — католицький церковно-релігійний, духовно-суспільний та політичний рух оновлення в країнах Західної та Центральної Європи у XVI столітті, спрямований на повернення добіблійних першоджерел християнства, який набув форми релігійної боротьби проти католицької церкви і папської влади.
У широкому сенсі слова реформація — це відновлення, перетворення або перебудова, поновлення або повернення колишнього але поліпшеного стану (інституції, суспільства, держави).

## Характеристика
Реформацію пов'язують з іменами Мартіна Лютера, Жана Кальвіна та Ульріха Цвінглі — і називають протестантською, лютеранською або євангелічною.
Запровадження Реформації Італії, на відміну від багатьох інших регіонів Європи, де рух Реформації пустив пишні паростки, відрізнявся досить стриманим розвитком та викликав надзвичайну конфронтацію їй рух контрреформації, яким керувала потужна Папська держава. У XVI столітті політична ситуація у Італії залишалася досить складною: нещодавно пройшли «Італійські війни» та іспанські і французькі армії залишили землю, країна залишалася роздрібненою на ворогуючі держави, епоха Відродження завершувалася і ренесансний гуманізм приходив в занепад (лише Венеція зберігала підйом). Проте, на відміну від заальпійської Європи, протестантський рух не знайшов підтримки ні у народних масах, ні серед державотворців. Італія, перебувала під дужим і тривалим впливом папи, залишилася відданою католицизму, усі негативні риси, що в інших країнах втілилися в ідеях Реформації, тут отримали реакцію у вигляді Контрреформації, значно яка звичний образ католицизму. Бертран Рассел наводить причину, чому цей процес конкретно в Італії мав свою специфіку: Реформація і Контрреформація однаково є повстання менш цивілізованих народів проти інтелектуального панування Італії. Що стосується Реформації повстання мало одночасно політичний і теологічний характер; відхилявся авторитет папи, і данина, що він отримував завдяки папській владі, у його скарбницю вже не надходила. Що стосується Контрреформації, повстання було лише проти інтелектуальної і моральної свободи Італії епохи Відродження; влада папи не зменшувалася, а збільшувалася, до того ж ставало очевидним, що його авторитет несумісний із безтурботною розбещеністю Борджа і Медічі. Наприклад, Реформація була німецькою, Контрреформація — іспанською; релігійні війни одночасно були й війнами між Іспанією і його ворогами, збігаючись у часі з періодом, коли іспанська могутність була у розквіті. Проте, історія Італії цього періоду характеризується рядом персоналій, які залишили слід в історії Реформаторського руху.

## Історія
Передумови до очищення католицької віри назрівали в Італії давно: ще у XIV столітті свята Катерина Сієнська насмілилася написати: «Ви перетворили 10 заповідей у одну — „Несіть нам грошей“. Рим — пекельна безодня, де засідає диявол і розпродає блага, які Ісус заслужив Своїми Страстями». Власне передреформаційний рух почався в останні десятиліття 15 століття, коли Джироламо Савонарола розгорнув у Флоренції свою діяльність. Для умонастроїв різних верств суспільства у перші десятиріччя XVI століття були характерні ідеї морального очищення суспільства, релігійного відновлення і реформи церкви. Цьому сприяла і бідність простого народу (зберігшого почасти традиції середньовічної єресі вальденсів і альбігійців), і невдоволеність політикою церкви в аристократичних колах, і навіть серед купців і навіть частини кліру. Євангелістична віра у ранній період безладно проникала до італійських міст-держав, причому у такій формі, що лютеранство від місцевого антиклерикалізму було складно відрізнити, а лютеранські і католицькі еразмічні реформи дуже нагадували одна одну. Анабаптизм, антитринітаризм та інші сектантські вірування, судячи з усього, почали проникати у маси (є відомості про існування таких громад в Віченці та Венеції). Кальвін дуже цікавився успіхами євангельської віри в Італії. Його листи свідчать, що він вірив, що Італія приєднається до руху шляхом звернення князів через чудесну силу Слова. Він листувався з феррарською герцогинею Рене Французькою, відвідавши її у 1537 року, та її чоловік Ерколе II д'Есте енергійно пручався його чарівності, а 1559 року Рене була вигнана до Парижа її власним сином Альфонсо II д'Есте, новим герцогом, оскільки Феррара не збиралася поривати з папою і страждати від вторгнення армій. Спалахи реформаційного руху виникли у Неаполі, Лукке, Флоренції, Венеції і Феррарі, багатьох інших містах. Характерно, що протестантським доктринам (лютеранству, кальвинізму, цвінгліанству, вченню Меланхтона, і до ситуації на італійському ґрунті «філософської єресі») виявляли інтерес освічені кола італійського суспільства, включно з представниками гуманістичної інтелігенції. Звідси йде одна з особливостей Реформації Італії — тісне переплетення релігійних і філософських ідей та помітний вплив ідей ренесансного гуманізму на реформаційні теорії. До нерішучих примикало достатня кількість високопоставлених кліриків. Італійські гуманісти бажали воскресити прості елементи раннього християнства, окремі бажали реформувати ієрархію усіх католицьких інститутів. Частково було зацікавлення ідеєю Реформації — порятунок через віру, а також те, що Писання — це єдиний визнаний авторитет. Кардинал Мороне, Контаріні та інші входили до тих, хто дотримувався такого умонастрою, та заодно вони не хотіли відкидати ідею папи як голову християнського світу, і їх жахала сама думка про схизму. У цьому ідеї Реформації знаходили прихильників серед дрібних ремісників і серед торговців, міської бідноти. У тому числі зустрічалися свої проповідники, створювалися секти, а релігійні ідеї отримували соціальну інтерпретацію. Ці дві класово обумовлених течії які завжди зливалися у єдине русло реформаційного руху. Для гуртків аристократії, кліру, купців та інтелігенції характерне теоретичне осмислення реформаційних навчань, яке не мало чіткої практичної орієнтації й було досить строкатим в ідейному відношенні. Така роздробленість, що не вилилася в Італії у великий соціальний рух, полегшила перемогу церкви, що перейшла у активний наступ після Тридентського собору.

## Венеція
Венеціанська республіка, завдяки їхній політичної орієнтації, яка протистояла Риму, мала достатньою мірою терпимості. З іншого боку, була найбільшим друкарським центром Італії. У ньому були опубліковані окремі праці Лютера і Цвінглі. Саме там була надрукована популярна протестантська брошура італійською мовою «Найкорисніший трактат блага розп'яття Пресвятої Богородиці» Бенедетто Лукіно, перебувала, переважно, з фрагментів Кальвіна. Венеціанський університет Падуї (також як і болонський) включав дуже багато німецьких студентів, яка організувала активну протестантську пропаганду, причому місцева влада довгий час не втручалися, боючись втратити прибуток.

## Неаполь
У Південної Італії — Неаполітанському королівстві під медичним наглядом Іспанії — реформаційні виступи прийняли особливо великі масштаби. Неаполь став однією з головних центрів Реформації. У 1530-е роки там розгорнулася діяльність гуртка Хуана де Вальдеса, що з гуманістичних позицій осмислював основи християнської ще віри і, як та інші реформатори, розвивав теза необхідність скасування церковної ієрархії. Популяризацією його ідей у народі зайнявся проповідник Бернардино Окино, який поділяв також багато антицерковних позицій Меланхтона.

## Книги
Найбільш характерними творами при цьому періоду є книжки Хуана де Вальдеса, іспанського священика, який у Неаполі велике коло шанувальників із тих представників аристократії, що розділяли з нею необхідність відновлення католицизму — але з розриваючи з нею остаточно. І тому містика важливими поняття Виправдання через віру, він вважав, що тільки самозреченням то вона може придбати святість і вже цим шляхом підтвердити образ Бога, типу якого він створений. Ця ідея повторюється у низці його творів (див.), написані іспанською, потім перекладено італійський і циркулювали в рукописах. Потім якийсь його учень, невідомий під назвою, написав Il beneficio della morte di Cristo, (швидше за все, це робота бенедиктинського ченця Бенедетто ді Мантуя, а може, був Антоніо Палеарио). Маркантонио Фламинио відредагував цю «маленьку золоту книжку» (як називав її П'єро Паоло Веджерио), потім він циркулювала б у рукопису, а 1540 року її надрукували у Венеції, і Римі в 1544 році накладом 40 тис. і дуже поширили по Італії. У вашій книзі 6 глав, вона описує стан людини перед скоєнням гріха, її стан після виконання, й запевняє: «Виправдання, прощення гріхів, вся наша порятунок залежить від Христа», заперечуючи, в такий спосіб, необхідність священства. Цитувались роботи Василя, Амвросія, Ілларія, Августина і Бернарда, щоб довести що їх роботах також є промови свободі порятунку крім канонічного права. Книжка було внесено в Індекс заборонених книжок на 1549 року монсиньйором делла Каса. Її називали «кредо» італійської реформації, і інквізиція так старалася у її пошуках, що попри деяке час вважалося, що знищено всі копії.

## Інквізиція
Переломним у розвиток Реформації Італії став 1542 рік, коли папа Павло III під тиском кардинала Караффа (майбутнього [[Павло IV]|Павла IV]]) заснував канцелярію Священною Римською Інквізиції. Після цього більшість італійських прибічників реформації, нездатна підняти народні маси, під страхом покарання втекли з країни й знайшли захисток у університетських центрах протестантській Європи. Інквізиція було засновано Римі в 1542 року, а Неаполі — у травні 1547 року. Віце-король Неаполя дон Педро де Толедо, не він і опублікувати лист тата запровадження у цьому місті інквізиції з урочистій помпою, а таємно прибив його за двері архієпископського палацу, сховавшись у своєму замку Поццуолі чекаючи результату. Указ викликав обурення у місті. Кілька місяців для цього наспів ще один едикт, що підтверджує попередній, у результаті у місті почався бунт. Віце-король послав за іспанськими військами, городяни ж тим часом послали депутацію до імператора, який відгукнувся про їх прохання, і едикт у Неаполі скасували. Коли помер папа Павло III помер, наступним папою став кардинал дель Монте під назвою Юлій III (7 лютого 1550), причому Реджинальд Поул набрав дуже багато голосів, що був другою, і його другий — коли для голосування забракувало лише голосу. Тіари йому коштували її переконання на «очищення через віру». У 1560 року було повністю знищені два міста La Guardia і Santo Xisto, де його вальденси. Потім помер папа-інквізитор, і наступним понтифіком став представник міланської галузі Медічі під назвою Пія IV. Він був контрастом попередньому в усьому. У 1565 він помер, і розпочнеться новий понтифік взяв ім'я Пій V — аскет, суворий інквізитор, що тепер з'явилася можливість викорінювати єресь. Першим найбільш вражаючим італійців процесом стало спалення П'єтро Карнесекки (1567). З іншого боку, Лелий Социн мав родичів Італії, і інквізиція переслідувала і заарештувала декого з тих. У межах дій інквізиції стратили гуманіст і реформатор Аонио Палеарио (1570), утопіст Франческо Пуччі (1597), філософи Джордано Бруно (1600) і Джуліо Чезаре Ванини (1619); Томмазо Кампанелла 33 року провів у укладанні; Галілео Галілей вимушений був зректися свої політичні переконання.

## Що робили Папи
21 липня 1542 року папа римський Павло III випустив буллу «Licet ab initio». Тоді була створена комісія з шести кардиналів для спостереження за чистотою віровчення, в 1588 році вона перетворилася в Верховну Священну Конгрегацію Римської і Вселенської Інквізиції, а з 1983 року носить назву Конгрегація Доктрини Віри. Її влада поширилася на весь християнський світ. Таким чином, Рим перехопив ініціативу у реформаторів.
Якийсь час здавалося, що Римська церква під папою Павлом III може спокійно прийняти деякі з більш значних реформ, висунутих Лютером і іншими протестантськими реформаторами. Ряд впливових католиків, таких як богослов і генерал-вікарій ордену капуцинів Бернардіно Окино (Bernardino Ochino), відомий вчений Петро Мартир Верміглі (Peter Martyr Vermigli), підтримували ідеї реформації, такі як виправдання вірою і надання мирянам як хліба, так і вина під час Євхаристії. Проте, реакція скоро пішла.
Своєю буллою папа Павло створив Верховну Священну Конгрегацію Римської і Вселенської Інквізиції, якої: «Ми надаємо їм [інквізиторам] влада знаходити тих, хто залишив шлях Бога і справжню католицьку віру. Або хто практикує її невірно, або хто знаходиться під підозрою в єресі».
Головою комісії став кардинал Джанп'єтро Карафа (1476—1559), який пізніше став Папою Римським Павлом IV. Він був похмурим вершителем «правосуддя», строгим і безжальним в виносяться їм вироки, непохитним у своїх вчинках і судженнях. Папська інквізиція Карафа могла судити кожного, незважаючи на ранг та походження, виносячи смертні вироки, помилування за якими здійснював тільки папа.
Він разом з ще п'ятьма кардиналами отримали владу вивчати віру «в кожному місті християнських королівств, країн, земель і місць, навіть за горами, де вони побажають, і навіть в Італії». Інквізиції було дозволено розслідувати діяльність навіть папських радників.
І хоча в буллі не було згадок про смертну кару або цензурі, вони незабаром почали застосовуватися.
Льюїс В. Спиць написав в книзі «Історія Реформації. Відродження і рух Реформації»: «В березні 1547 року Інквізиція спалила в Римі іспанського дисидента Хуана де Ензінас (Juan de Enzinas). Вона викликала в Рим з території Венеції П'єтро Паоло Вергер. Відлучений 3 липня 1549 року Вергер безпечно втік до Грізон (Grisons). Обмежений герцог Флоренції Козімо I (Cosimo I) активно сприяв Інквізиції в Тоскані, яка починаючи з 1542 року також ще функціонувала і в Мілані. У Феррарі вона змусила Геркулеса д'Есте (Hercules d'Este) виступити проти євангельських віруючих, які перебували під заступництвом герцогині Рене (Renee). Протестанти бігли, а ображена своїм фанатичним сином Рене пішла до Франції. 22 лютого 1549 року Караффа став архієпископом Неаполя і сприяв повного винищення вальденсов.
Ефективний ідейний контроль вимагав спалення не тільки мислителів, а й їх книг, що не залишилося без уваги ревного Павла IV. Починаючи з 1521 року поширювалися списки заборонених книг. У списках часто згадувалися теологічні факультети Парижа і Лувена. Першим повним списком, обов'язковим для всієї Церкви, був список заборонених книг (Index librorum prohibitorum), підготовлений Павлом IV в останній рік свого понтифікату і опублікований в 1559 році. Цей список забороненої літератури включав такі праці, які менш гарячі уми, ніж Караффа, вважали нешкідливими. У 1564 році його замінив Тридентський список. Заборонялися не тільки єретичні твори протестантів. Шкідливими для моральності були також визнані класичні твори гуманістів, — наприклад, Декамерон Боккаччо.
Під забороною опинилися і роботи „короля“ християнських гуманістів Еразма, який одного разу ледь не удостоївся капелюхи кардинала. Згодом його твори публікувалися в урізаному вигляді. Було очевидно, що Відродження вже залишилося в минулому».
Згідно історику Філіпу Шаффа, за три роки італійська інквізиція перевірила понад 800 осіб, яких вважали лютеранами, кальвіністами, анабаптистами, євреями, богохульниками і чаклунами, більше ста з них зазнали жорстоких покараннями, або навіть смерті.
Тисячі католиків, які підтримували ідеї реформації, покинули Італію, більшість вирушили до Швейцарії.
Серед них були і Бернардіно Окино і Пітер Мартир.
Стратегія Карафа спрацювала. Реформація в Італії не мала широкого поширення.

## Діячи італійської реформації
- Маттіас Флаціус Іллірійський (1520—1575), адвокат. Рано осиротів і у Венеції з одним Еразма Роттердамського гуманістом Баттиста Игнатиум. Дядько, який був провінційним францисканцем, та заодно симпатизував Реформації, відговорив Маттіаса від постригу і надихнув на університетську діяльність. Юнак побував на університетах Базеля, Тюбінгена і Виттенберга, де з нею спілкувалися Меланхтон і Лютер. У 1544 року він призначили професором івриту. Пізніше Іллірик посварився з Меланхтоном (через Лейпцизького интерима), відтоді ое переїжджав з Єни в Регенсбург, Антверпен, Страсбург і Франкфурт до своєї смерті. Погляди його були маніхейськими, тому, що він багато уваги приділяв наявності у людині гріховним і злий природи. Він справив значний впливом геть протестантську думку своїм екзегетичним твором «Clavis» (ключем до Писання), й історичною схемою магдебурзьких центурій. Обидва ці роботи було написані, щоб довести, що папство ґрунтується на фальшивій основі.
- Хуан де Вальдес (прибл. 1509—1514) — втікши з Іспанії священник влаштувався Неаполі й навколо неї сформувався великий гурток, що включав дуже багато аристократів, зокрема Виттория Колона і Джулія Гонзага. Він був містиком, эразмитом, і дотримувався концепції Виправдання через віру, вплинувши на світогляд П'єтро Карнесекки. Вальдес рано помер та її духівниця Джулія Гонзага продовжила його починання, встановивши контакти з гуртком, яка збиралася в Витербо у домі англійського кардинала Реджинальда Поула (що ховався від Генріха VIII), який був близьким наші позиції Реформації. У ньому по смерті Вальдеса його учні знайшли нового лідера, але у 1558 року Поулу наказали з'явиться до Рима на суд інквізиції і відповісти на обвинувачення у єресі, що він зробив, визнавши себе католиком і вірним папі, Джулія у листі до Карнесекки назвала це заява «скандальним». Після смерті Джулії в 1566 року її папери були й відіслані папі римському Пію V, котрий за прочитанню їх сказав: «Якби побачив її живої, б спалив її»[3].
- П'єтро Карнесекки (1508—1567), учень Вальдеса, став однією з першіх і відомих жертв інквізиції. Він народився 1508 року у знатної флорентійської сім'ї. Навчався у Римі у домі кардинала Довицци, і зробив на папську службу. Під час Клемента VII його зробили апостолічним пронотаріум, і була такою сильним, що говорила «він був папою більше, ніж сам Клемент». Візит до Джулії Гонзага в 1540 року залучив їх у суспільство Вальдеса, якого вона вже знав, у Римі. Він утік у Париж, повернувся до Венеції, в 1557 була викликана до Рима і утік у Женеву. При Пие V стали трохи краще, аніж за його попередника Павлі IV, і Карнесекки почувався безпечно у Флоренції, поки 1565 року інквізиція не відновила своєї діяльності. Герцог Козімо Медічі видав його, і що відбулося за цим процесі він засуджено до смерть. Матеріали про судовий процес з нього, влаштованим інквізицією у Римі є цінним джерелом про італійської реформації, оскільки багато його співрозмовники по Риму і Витербо було засуджено цим трибуналом, причому, деякі посмертно[3]. У справі 17 чоловік були засуджені, їх 15 отримали довічного ув'язнення на галерах, а П'єтро Карнесекки разом із братом Джуліо Маресио були обезголовлені, та був спалені мосту Святого Ангела 1 жовтня 1567 року.
- Бернардино Окино (1487—1564), відомий у свого часу проповідник, був генералом ордена францисканців-обсервантів, в 1534 року перейшов у орден капуцинів, де через чотири роки було обраний заступником генерала. У 1539 року на запрошення кардинала П'єтро Бембо, він прочитав у Венеції цикл проповідей, де очевидна була ідея виправдання вірою. Після організації Караффой інквізиції Окино був негайно викликаний до Рима, але, попереджений кардиналом Контаріні, він встиг бігти до Женеви, де його гостинно зустрів Кальвін. Окино видав 6 томів на задану тему свого звернення до євангельську віру. У 1545 року він став пастором громади італійських біженців в Аугсбург, ледь встиг врятуватися, коли місто зайняли війська Карла V. Біг через Страсбург до Англії, де Едуард VI призначив йому зміст. Там було опубліковано його твір «Трагедія, чи діалог про незаконному першості єпископа Римського» (1549), у якому Люцифер, розлючений поширенням Царства Христового, збирає всіх нелюдів і садить на престол тата як антихриста. Автор радіє: коли Сатана і Антихрист практично перемогли, Господь дає дорогу Генріху VIII та її «славному» синові (покровителю Окино), які вдало валять ворогів. Наступна англійська королева — Марія Кривава, вигнала Окино із країни і він став пастором італійської громади у Цюриху. Однак у «Тридцяти розмовах» він підтримав багатоженство й заявив про деякі нетрадиційні ставлення до Трійці, внаслідок чого був вигнаний звідти, і утік у Польщу, звідки теж був вигнаний, померши, нарешті, в Моравії[1].
- П'єтро Паоло Верджерио (1498—1565), котрий обіймав свого часу високе положення в католицької ієрархії, вивчав канонічне право, був єпископом Каподистрии і папським легатом. У 1535 року він поїхав у відрядження в Виттенберг на переговори про екуменічному раді Церков та був надзвичайно вражений особистістю Лютера. Після повернення Італію, він відвідав Франческо Спьеру, й у стані гострого духовного конфлікту. До 1548 року для себе ухвалив рішення про істинності євангелічної віри, і наступного рік поїхав до Швейцарії, де став пастором громади італійських лютеран, і навіть радником герцога Кристопа Вюртембергского. У доктринальному плані він був справжнім лютеранином і надав великий вплив в розвитку релігійного життя.
- П'єтро Мартире Вермиджли (1500—1562) народився у Флоренції у ній послідовника Савонароли. Навчався в августинських монастирях Ф'єзолє і Падуї, був проповідником в Брешії, Пізі, Венеції і Римі. У 1530 році став абатом августинського монастиря в Сполето, а ще через 3 роки — пріором монастиря Сан П'єтро у Неаполі, де познайомився з Вальдесом. Тоді ж присвятив себе вивченню Біблії і читання Цвингли і Буцера. Він був чудовим проповідником, але він твердив Перше послання до коринтян, де можливо ґрунтується доктрина про чистилище, як просту фігуративний алюзію, віце-король підняв тривогу і його заборонили проповідувати. П'єтро послав апеляцію до Рима, де в нього чи були такі впливові друзі, що заборона зняли, і він став генеральним вікарієм ордена. Після смерті Вальдеса він серйозно захворів лихоманкою, від якої помер його друг Бенедетто Касано, й поїхав із Неаполя, щоб стати пиором Сан Фредиано в Лукке[3]. У 1541 року потрапив під підозра віце-короля Неаполя і переїхав до Лукку (де зароджувалася протестантська громада). Отримав наказ постати перед керівництвом свого ордена у Генуї, і для цим заїхав до Флоренції, де отримавши пораду від Бернардино Окино, утік у Цюрих, Базель і Страсбург, звідки в 1547 було ухвалено Оксфорд як професора теології. При Марії Кровавій біг знову на Страсбург. Помер у Цюриху професором івриту. Його погляди на причастя на цей момент змішалися з вченням Цвінглі.
- Джакомо Аконтий (1492—1560?), як Окино і Вермиджли звернувся безпосередньо до ще більше радикальної формі протестантизму, ніж лютеранство. Він біг через Швейцарію і Страсбург до Англії, де на той час правила вже Єлизавета. Був інженером (осушував болота і відбудовував замки) і дві релігійні книжки — «Di methodo», про коректних методах дослідження Письма, і «Stratagemata satanae», де він заявив, що догматичні віровчення є розкольницькими хитрощами сатани, тому слід виділити найменший загальний знаменник, чи основу різних Символів Віри, проте спірні питання залишити як несуттєві[1]. Учень Вальдеса, граф Галлеацо Караччиоло, син Колантонио Караччиоли, маркіза ді Віко, племінник кардинала Караффа (1517—1586). Він подорожував в Німеччині на службі імператора і слухаючи Лютера й Кальвіна, дізнався, що «очищення через віру» недостатньо, і він має заперечити ідолопоклонство. 26 березня 1551 йому вистачило хоробрості залишити дружину, дітей і реальний стан, і вирушити у пилигримаж. Він прийшов у Аугсбург, потім у Женеву. Багато хотіли повернути його назад. Він погодився зустрітися зі своїм батьком у Вероні. Дядько став папою під Павла IV. Пізніше його син Карло став дигнитарієм католицькій Церкві, її намагалися повернути лоно католицькій Церкві, але завагавсь. Він залишився у Женеві, де був скромним проповідником і пастором італійської реформованої церкви.